# Русопулос, Теодорос
Теодорос Русопулос (греч. Θεόδωρος (Θόδωρος) Βασιλείου Ρουσόπουλος; род. 13 сентября 1963, Кипарисия) — греческий преподаватель, журналист и политический деятель. Председатель Парламентской ассамблеи Совета Европы (ПАСЕ) с 22 января 2024 года, первый греческий политик, избранный на эту должность. Вице-председатель фракции Европейской народной партии в ПАСЕ с 24 января 2022 года. В прошлом — государственный министр и официальный представитель правительства (2004—2008), депутат парламента Греции (2019, 2004—2009).

## Биография
Родился 13 сентября 1963 года в городе Кипарисия в номе Месиния.
Окончил Мастерскую профессиональной журналистики (Εργαστήρι Επαγγελματικής Δημοσιογραφίας) в Афинах, которая основана в 1976 году и приостановила деятельность в 2018 после смерти президента Йоргоса Хагиоса (Γιώργος Χάγιος). Продолжил курс журналистики в Оксфордской академии. Окончил кафедру греческой культуры Школы гуманитарных наук Греческого открытого университета Окончил факультет гуманитарных и социальных исследований Эдинбургского университета, получил степень доктора исторических наук, защитил диссертацию по вопросам национальной идентичности греков Венеции в XVII веке.
С 1981 по 2000 год работал журналистом. Журналистскую карьеру начал в 1981 году в газете «Элефтеротипия», где работал до 1994 года. Сотрудничал также с ежемесячным журналом Elle. Он был одним из основателей первой негосударственной радиостанции (Athena 98.4 FM), где работал с 1987 по 1989 год. Он был одним из основателей частного телеканала Mega Channel, где работал с 1989 по 1999 год в должности главного редактора и политического аналитика. С 1994 по 1999 год сотрудничал с газетами «Неа-Месимврини» и «Катимерини» как аналитик. В 1999 году работал на частном телеканале Star Channel. Работал главным редактором политических репортажей, режиссёром и ведущим новостных программ. Работал в издательстве Έναστρον.
В августе 2000 года занял должность пресс-секретаря партии «Новая демократия».
По результатам выборов 7 марта 2004 года впервые избран депутатом парламента. Переизбран на выборах 16 сентября 2007 года.
С 7 марта 2004 года по 23 октября 2008 года был государственным министром, ответственным за вопросы по СМИ, и официальным представителем правительства под руководством премьер-министра Костаса Караманлиса («Новая демократия»). Являлся одним из ближайших помощников Караманлиса.
После ухода из правительства восстановил депутатский мандат. Являлся депутатом до конца 2009 года.
Преподавал в Мастерской журналистики и с 1997 по 1999 год на кафедре политологии в Афинском университете в качестве ассистента. С 2009 года читал лекции о европейских институтах после кризиса в Пеппердайнском университете в Малибу в штате Калифорния. С 2015 года преподавал журналистику в Европейском университете Кипра в качестве адъюнкта.
По результатам досрочных выборов 7 июля 2019 года избран депутатом парламента Греции в избирательном округе Б1 Северных Афин. Являлся членом Постоянного комитета по национальной обороне и иностранным делам, Постоянного комитета по экономическим вопросам, Специального постоянного комитета по охране окружающей среды, а также Комиссии по пересмотру Конституции.
С 30 сентября 2019 года был членом греческой делегации в ПАСЕ, членом фракции Европейской народной партии. Член комитета по миграции, беженцам и перемещенным лицам с 10 марта 2019 по 10 августа 2023 года. Член комитета по культуре, науке, образованию и СМИ с 30 сентября 2019 по 26 января 2020 года. С 24 января 2022 года — вице-председатель фракции Европейской народной партии и председатель комитета по миграции, беженцам и перемещенным лицам. Член комитета по миграции, беженцам и перемещенным лицам с 10 сентября 2023 года. 22 января 2024 года единогласно избран председателем ПАСЕ на безальтернативных выборах. Стал первым греческим политиком, избранным на эту должность.
Помимо родного греческого, владеет английским языком.
В 1996 году награду Фонда Боциса (Ίδρυμα Μπότση), учреждённого в 1980 году после смерти журналиста и издателя Насоса Боциса (Νάσος Μπότσης; 1910—1980).

## Личная жизнь
Женат на журналистке Мара Захареа (род. 1964), у них двое детей: Василис (Βασίλης) и Анна (Άννα).